# Pamphlebia ruficinctaria
Pamphlebia ruficinctaria là một loài bướm đêm trong họ Geometridae.